# SQL Buddy
SQL Buddy — веб-приложение с открытым кодом, написанное на языке PHP и представляющее собой веб-интерфейс для администрирования СУБД MySQL.
В настоящее время проект локализирован на 47 языках.
Разработка SQL Buddy прекращена. Последняя доступная версия 1.3.3 была выпущена 18 января 2011.

## Технические особенности
- Используется технология ajax и JavaScript-фреймворк MooTools.